# Литературно-этнографический музей Л. Н. Толстого
Литературно-этнографический музей Л. Н. Толстого посвящён пребыванию великого русского писателя в Чечне. Основан в 1980 году как филиал Чечено-Ингушского краеведческого музея.

## Описание

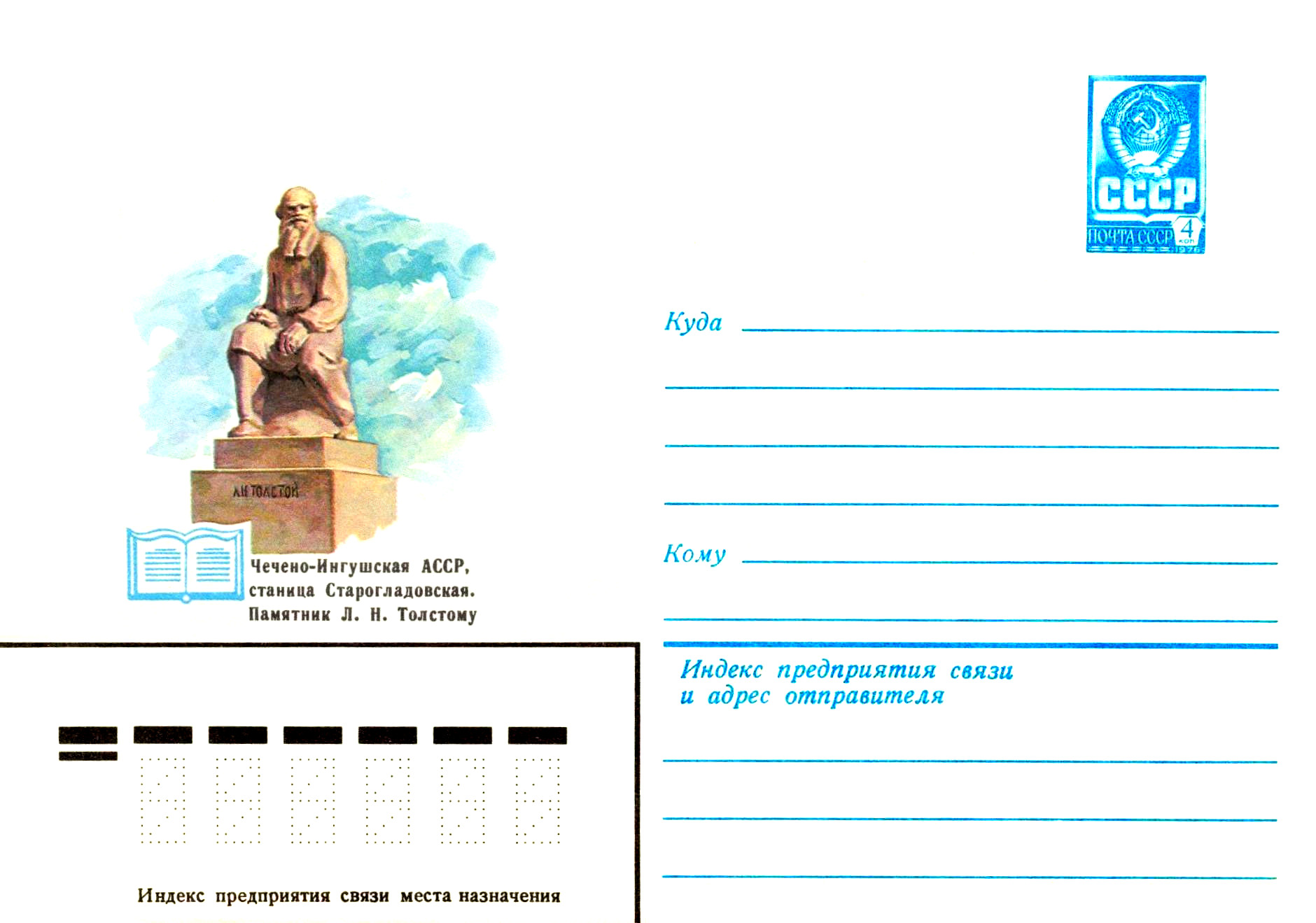
Памятник Толстому на территории музея. Художественный маркированный конверт СССР. 1976 год.

Музей располагается в станице Старогладовской, где Толстой находился в 1851—1853 годах. Здесь при помощи двух друзей он записал первые две чеченские народные песни с переводом, что стало первым опытом записи чеченского фольклора. Здесь он закончил своё первое произведение — повесть «Детство».
Учреждён музей в 1980 году как филиал Чечено-Ингушского краеведческого музея и открыт в бывшем школьном здании, построенном в 1913 году. В 1914 году эта школа стала первой в России, которой было присвоено имя Л. Н. Толстого. С момента создания его посетили тысячи людей со всех концов бывшего СССР.
Экспозиция, представленная в первом зале, рассказывает о начале его творческой деятельности, о дружбе Толстого с местными чеченцами.
Его впечатления от жизни в станице легли в основу его произведения «Казаки». Эта жизнь, с некоторыми изменениями, описана в повести. Второй зал вмещает в себя экспонаты, посвящённые повести «Казаки» и станице Старогладовской того времени.
Третий зал рассказывает о военной службе Толстого. Четвёртый зал повествует о последних днях жизни писателя и последнем его произведении, посвящённом Кавказу — повести «Хаджи-Мурат». В коридоре располагается экспозиция на тему «Л. Н. Толстой и Чечено-Ингушетия». В типологическом уголке «Двор казака и горца середины 19 века» представлены стилизованные постройки времён Л. Н. Толстого, предметы быта и орудия труда того времени.
На территории музея расположен памятник Толстому. В 1976 году в СССР был выпущен художественный маркированный конверт с изображением памятника.
Во время военной кампании в этом музее, как и во многих других музеях республики, были похищены и утеряны многие ценные экспонаты. В 2009 году была проведена реконструкция музея, экспозиция которого разместилась в новом здании, построенном в стиле маленькой помещичьей усадьбы XIX века с колоннами на месте прежнего здания школы, непригодного к эксплуатации.
В мае 2021 года министром культуры РФ Ольгой Любимовой в музее торжественно открыта новая постоянная экспозиция «Л. Н. Толстой — писатель», где представлены фотографии, копии рукописей писателя, документов, сабли Садо Мисирбиева и другие предметы. Всего в музее на эту дату насчитывается 1872 единиц хранения.